# Gunniopsis calcarea
Gunniopsis calcarea là một loài thực vật có hoa trong họ Phiên hạnh. Loài này được Chinnock mô tả khoa học đầu tiên năm 1983.